# Asian News International

Logo

Asian News International (ANI) – indyjska agencja informacyjna.
Firma została założona przez Prema Prakasha w 1971 roku pod nazwą TVNF. Opierając się na powiązaniach w indyjskim rządzie, ANI znacznie się rozwinęła na początku XXI wieku. Po okresie recesji firma odzyskała pozycję monopolisty; od 2019 roku jest największą telewizyjną agencją informacyjną w Indiach.

## Kontrowersje

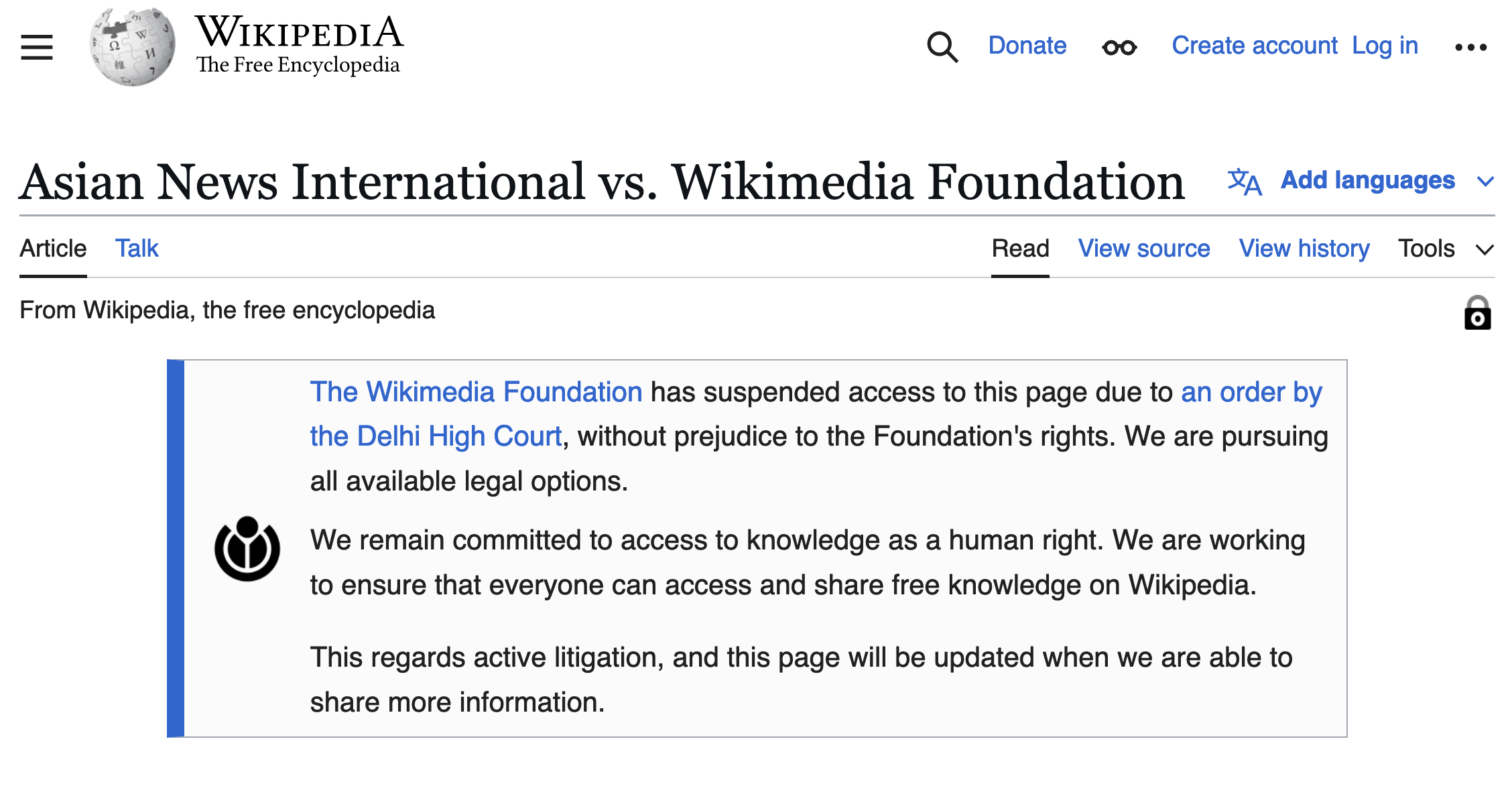
Ocenzurowana strona z angielskiej Wikipedii o pozwie ("Asian News International vs. Wikimedia Foundation")

W lipcu 2024 r. ANI złożyła pozew przeciwko Wikimedia Foundation w Sądzie Najwyższym w Delhi w Indiach, twierdząc, że została zniesławiona w opisującym ją haśle na Wikipedii anglojęzycznej. Zniesławienie dotyczy informacji zawartych w tym artykule, w tym informacji nt. śledztw dotyczących ANI, prowadzonych przez niezależnych dziennikarzy, które krytykują ANI jako firmę zbyt sprzyjającą rządowi Indii, zwłaszcza Indyjskiej Partii Ludowej; a także informacji, że ANI powiela fałszywe wiadomości, rozpowszechniając prorządową i antypakistańską propagandę. W sierpniu 2024 r. sąd w Delhi nakazał ujawnienie, kto dodał te rzekomo zniesławiające informacje do hasła o ANI, a ponieważ Wikimedia Foundation zwlekała z wykonaniem tego nakazu, 5 września 2024 r. sąd w Delhi zagroził, że uzna Wikimedia Foundation za winną obrazy sądu, i ostrzegł, że w przypadku dalszego niestosowania się do nakazu Wikipedia może zostać zablokowana w Indiach. Następnie, 21 października, Wikimedia Foundation zawiesiła dostęp do artykułu o samym pozwie na mocy kolejnego nakazu sądu. 28 października Wikimedia Foundation spełniła żądanie sądu o ujawnienie podstawowych informacji o użytkownikach zaangażowanych w edycję strony ANI; zostało to opisane przez niektórych obserwatorów (np. Mishi Choudhary) jako potencjalny efekt mrożący dla rozwoju Wikipedii i zagrożenie dla wolności słowa, a przede wszystkim funkcjonowania Wikipedii w Indiach. W kwietniu 2025 sąd w Delhi przychylił się do wniosku ANI, uznając informacje za zniesławiające i nakazując ich usunięcie; podczas gdy ANI domaga się odszkodowania w wysokości 20 milionów rupii (ok. 240,000 dolarów) i przeprosin od Wikipedii.